# ماه‌آفرید
ماه‌آفرید یکی از زنان حرمسرا بود که از ایرج باردار شد، و دختری به دنیا آورد. دخترِ ماه‌آفرید با پشنگ، برادرزاده فریدون ازدواج کرد و حاصل این ازدواج منوچهرشاه است.

## ماه‌آفرید درشاهنامه فردوسی
در شاهنامه فردوسی چنین آمده است:
| یکی خوب و چهره پرستنده دید    |  | کجا نام او بود ماه‌آفرید    |
| که ایرج برو مهر بسیار داشت    |  | قضا را کنیزک ازو بار داشت  |
| پری‌چهره را بچه بود در نهان    |  | از آن شاد شد شهریار جهان   |
| از آن خوب‌رخ شد دلش پر امید    |  | به کین پسر داد دل را نوید  |
| چو هنگامهٔ زادن آمد پدید       |  | یکی دختر آمد ز ماه‌آفرید    |
| جهانی گرفتند پروردنش          |  | برآمد به ناز و بزرگی تنش   |
| مر آن ماه‌رخ را ز سر تا به پای |  | تو گفتی مگر ایرج‌ستی به جای |

در شاهنامه گاه با زنانی مواجه می شویم که نقشی مقطعی در داستان دارند و کنش ها و عملکردهای چندان خاصی از سوی آن ها دیده نمی‌شود، اما با این اوصاف، در پیشبرد روند داستانی نقشی بسیار مهم و تأثیرگذار دارند. «ماه آفرید»، کنیزکِ محبوب ایرج یکی از این زنان است که فردوسی تنها در چند بیت بدو اشاره می کند و تنها وظیفه اش که بسیار مهم هم هست این است که کودک ایرج را به دنیا آورد تا ادامه دهنده نسل فریدون باشد؛ بنابراین به محض به دنیا آمدن کودک، کاملاً از روند داستان حذف می‌شود و در مقطعی کوتاه تر، ادامه این نقش برعهده دخترش گذاشته می شود.
به روایت شاهنامه، فریدون چندی پس از کشته شدن ایرج به شبستان او آمده و کنیزکی زیباروی را می یابد که از ایرج باردار است و همین امر، نقطه امیدی در دل شاه ایجاد می کند.
با وجود دختران شاه یمن، ادامه نسل فریدون بر عهده این کنیزک بسیار زیبا و محبوب ایرج گذاشته می شود. شاید بتوان تأکید فردوسی بر عبارت «که ایرج برو مهر بسیار داشت» را اشاره به این مطلب دانست که همسر یمنی ایرج یعنی «سَهی» انتخاب فریدونِ پدر بوده و این پیوند بیشتر رنگ و بوی سیاسی داشته است تا دلیل عاطفی، بنابراین فردوسی ادامه نسل ایرج را برعهده زنی می گذارد که به انتخاب خود ایرج صورت گرفته و نشانی از مهر و عاطفه در پیوند آنان دیده می شود.
به هر روی، در شاهنامه این زن دختری به دنیا می آورد که منوچهر از پیوند این دختر و پشنگ، برادرزاده فریدون، زاده می شود؛ اما در «غررالسیر»، منوچهر مستقیماً از خود ماه آفرید به دنیا می آید. ثعالبی در این باره می نویسد: «در همان هنگام که سوگ ایرج برپا بود، همسر او که ماه آفرید نام داشت از او باردار بود و چون بزاد، فرزندش از هر کس به افریدون ماننده تر بود. چون او را بخواست و دید که ماننده اوست، خوشدل گشت و گفت منوچهر، یعنی که به من شبیه است». (ثعالبی، ۱۳۶۸: ۴۰) لازم است ذکر شود که در منابع دیگری چون «بندهشن»، «تاریخ طبری»، «مجمل التواریخ»، «سنی ملوک الأرض و الأنبیاء» و «تاریخ گزیده» هیچ اشاره ای به این زن نشده و در برخی منابع نیز از جمله «بندهشن» و «تاریخ طبری» تنها از دختر ایرج نام برده شده است.